# 汶川褐色杜鹃
汶川褐色杜鹃（学名：Rhododendron wasonii var. wenchuanense）为杜鹃花科杜鹃花属下的一个变种。

## 扩展阅读
- 維基物種上的相關：汶川褐色杜鹃